# Parachaeturichthys polynema
Parachaeturichthys polynema és una espècie de peix de la família dels gòbids i de l'ordre dels perciformes.

## Morfologia
- Els mascles poden assolir 15 cm de longitud total.[5][6]

## Hàbitat
És un peix marí, de clima tropical i demersal.

## Distribució geogràfica
Es troba a Austràlia, la Xina (incloent-hi Hong Kong), l'Índia, Indonèsia, el Japó, Oman, Papua Nova Guinea, les Seychelles, Sud-àfrica i Taiwan.

## Observacions
No es pot menjar, ja que és verinós per als humans (conté tetraodontoxina, la qual bloqueja els canals de sodi de les cèl·lules i produeix insensibilitat nerviosa i paràlisi muscular).